# Comuna Albac, Alba
Albac (în trecut numită Râul Mare, în maghiară Fehérvölgy, in germană Allenbach) este o comună în județul Alba, Transilvania, România, formată din satele Albac (reședința), Bărăști, Budăiești, Cionești, Costești, Dealu Lămășoi, Deve, După Pleșe, Fața, Pleșești, Potionci, Rogoz, Roșești, Rusești, Sohodol și Tamborești. Are în componența sa 16 sate și se întinde pe o suprafață de 5.389 ha. Satul reședință de comună Albac, este situat pe Valea Arieșului Mare, pe drumul național DN75, la 17 km de Câmpeni.

## Istoric
Atestat documentar pentru prima oară în 1733, sub numele de Râul Mare, Albac a fost sediul unei comune care cuprindea așezări din amonte, pe o întindere apreciabilă. Cu timpul, crescând populația așezărilor componente, Albac și-a restrâns treptat arealul, luând naștere alte noi comune.

## Demografie
Populația comunei a evoluat de-a lungul timpului astfel:
Componența etnică a comunei Albac
     Români (91,71%)
     Romi (3,47%)
     Alte etnii (4,82%)
Componența confesională a comunei Albac
     Ortodocși (94,42%)
     Alte religii (0,33%)
     Necunoscută (5,25%)
Conform recensământului efectuat în 2021, populația comunei Albac se ridică la 1.846 de locuitori, în scădere față de recensământul anterior din 2011, când fuseseră înregistrați 2.089 de locuitori. Majoritatea locuitorilor sunt români (91,71%), cu o minoritate de romi (3,47%). Din punct de vedere confesional, majoritatea locuitorilor sunt ortodocși (94,42%), iar pentru 5,25% nu se cunoaște apartenența confesională.

## Politică și administrație
Comuna Albac este administrată de un primar și un consiliu local compus din 11 consilieri. Primarul, Marius-Jan Trif[*], de la Partidul Social Democrat, este în funcție din 1 noiembrie 2024. Începând cu alegerile locale din 2024, consiliul local are următoarea componență pe partide politice:
|  | Partid                          | Consilieri | Componența Consiliului | Componența Consiliului | Componența Consiliului | Componența Consiliului | Componența Consiliului |
|  | ------------------------------- | ---------- | ---------------------- | ---------------------- | ---------------------- | ---------------------- | ---------------------- |
|  | Partidul Social Democrat        | 5          |                        |                        |                        |                        |                        |
|  | Partidul Național Liberal       | 4          |                        |                        |                        |                        |                        |
|  | Alianța pentru Unirea Românilor | 2          |                        |                        |                        |                        |                        |

## Economia
- Prelucrarea lemnului.
- Fabrică de butoaie.
- Creșterea animalelor.
- Nod rutier.
- Exploatări de marmură (în satul Bărăști).

## Lăcașuri de cult
- Mănăstirea Sfântul Ilie din Albac (mănăstire de calugarițe, monahie).
- Biserica din lemn făcută de Horea la Albac, mutată în localitatea Băile Olănești.

## Obiective turistice
- Rezervația naturală Cheile Albacului (35 ha).
- Bustul lui Horea (dezvelit în 1967), operă a sculptorului Romulus Ladea. Bustul este înscris pe Lista monumentelor istorice din județul Alba[8], elaborată de Ministerul Culturii din România în anul 2015.

## Galerie de imagini

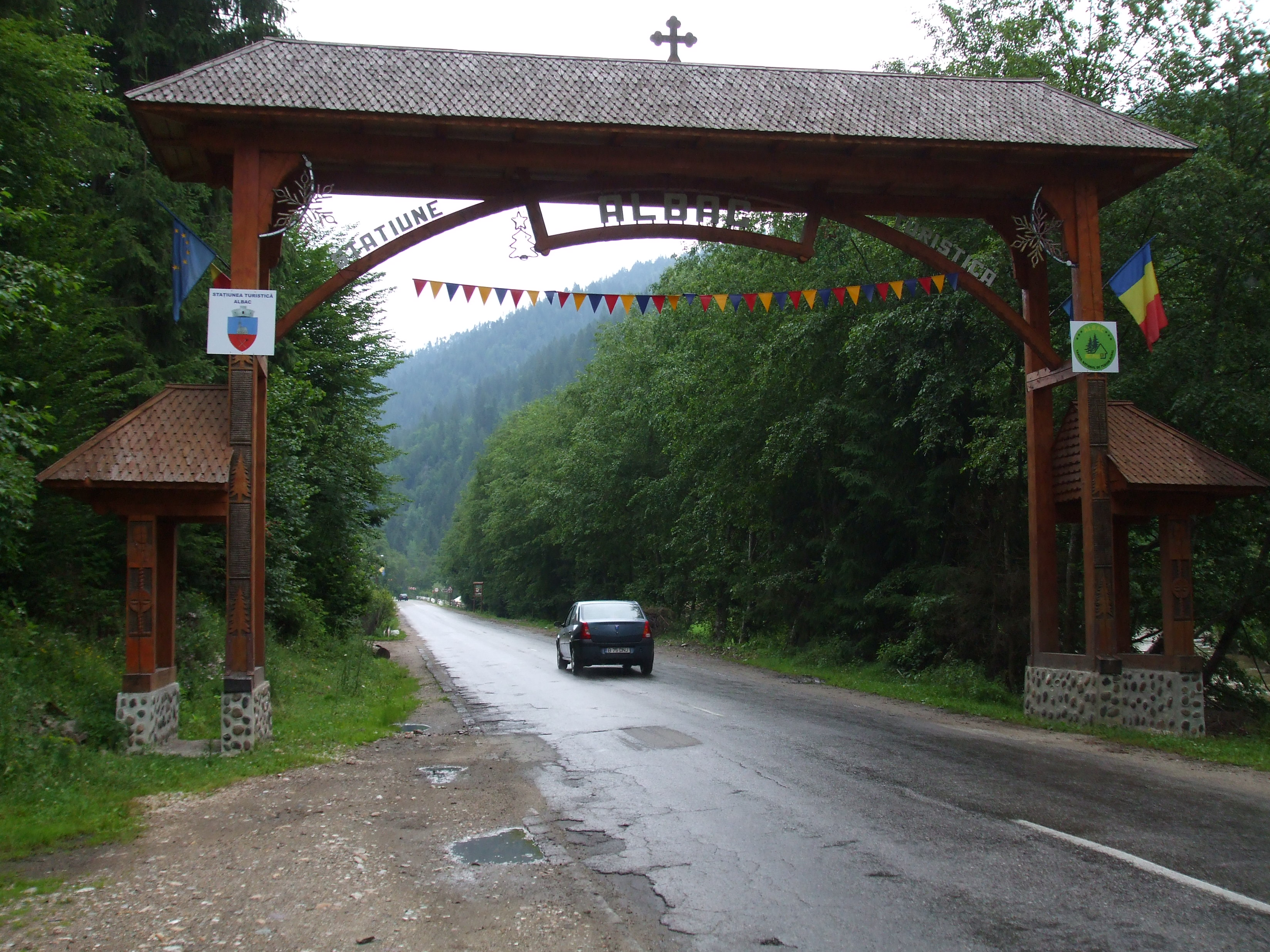
Intrarea in comuna Albac (dinspre Vadu Moţilor)
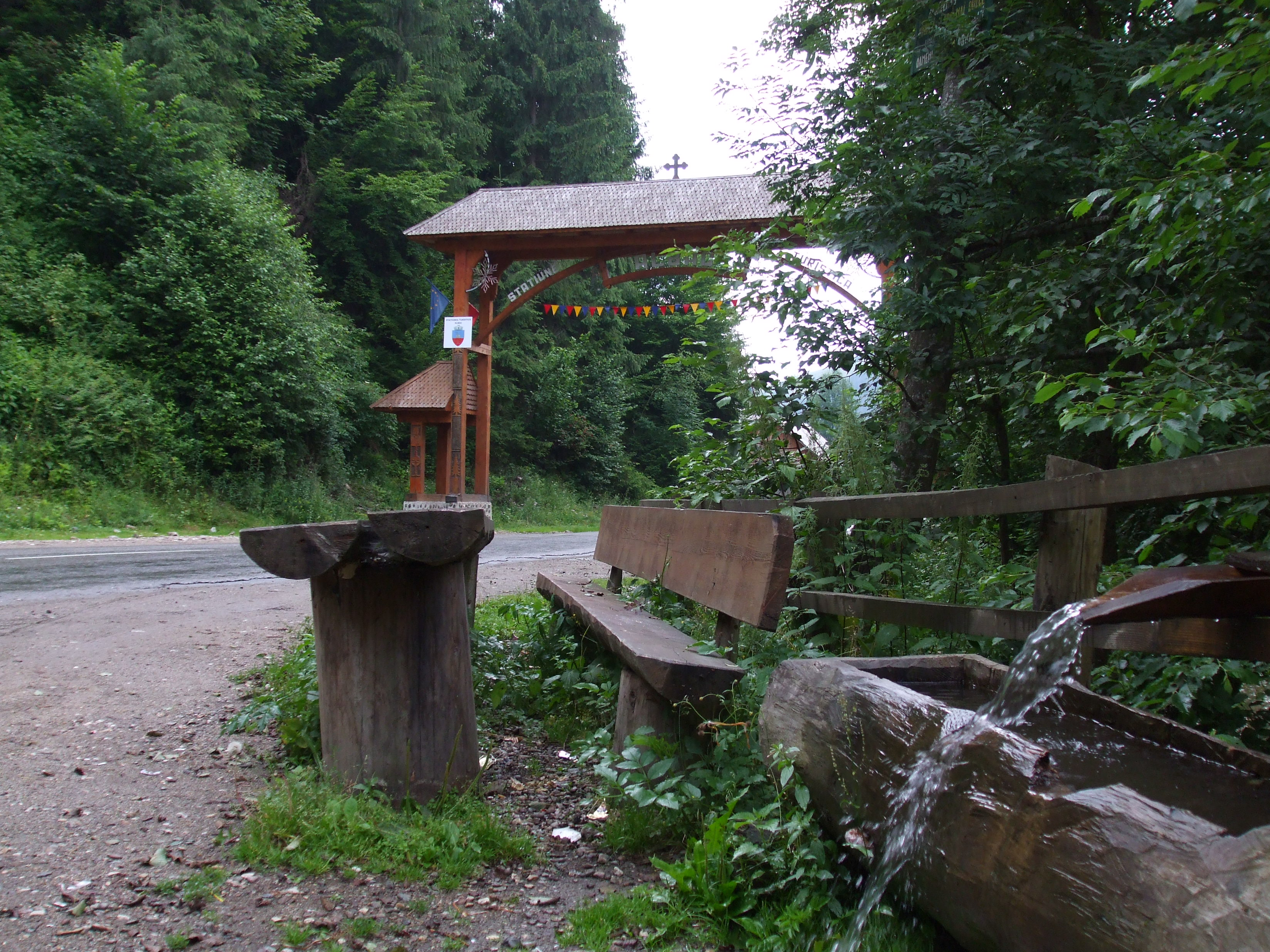
Staţiunea turistică Albac (loc de popas la intrarea în localitate)
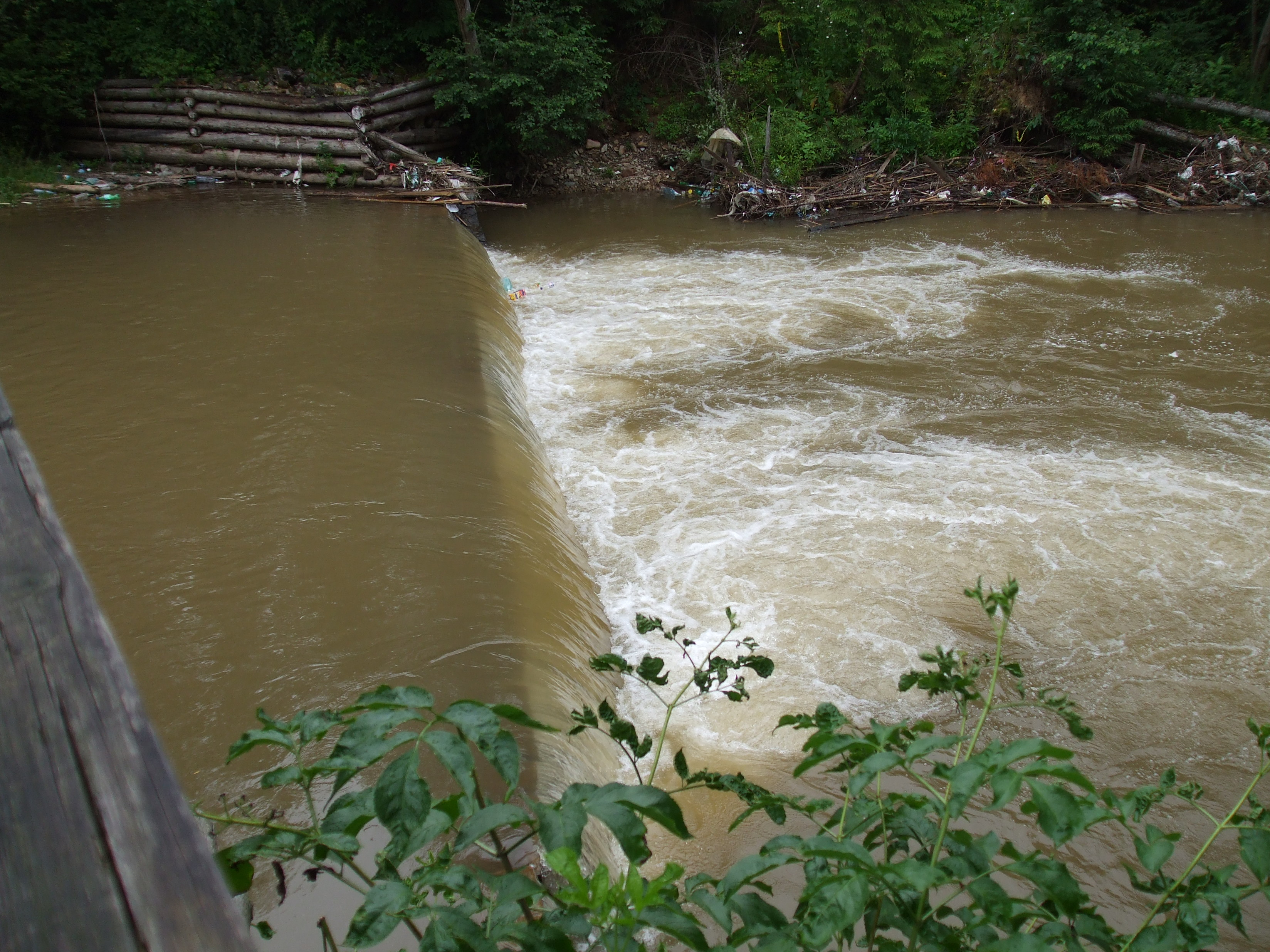
Cascada din Albac
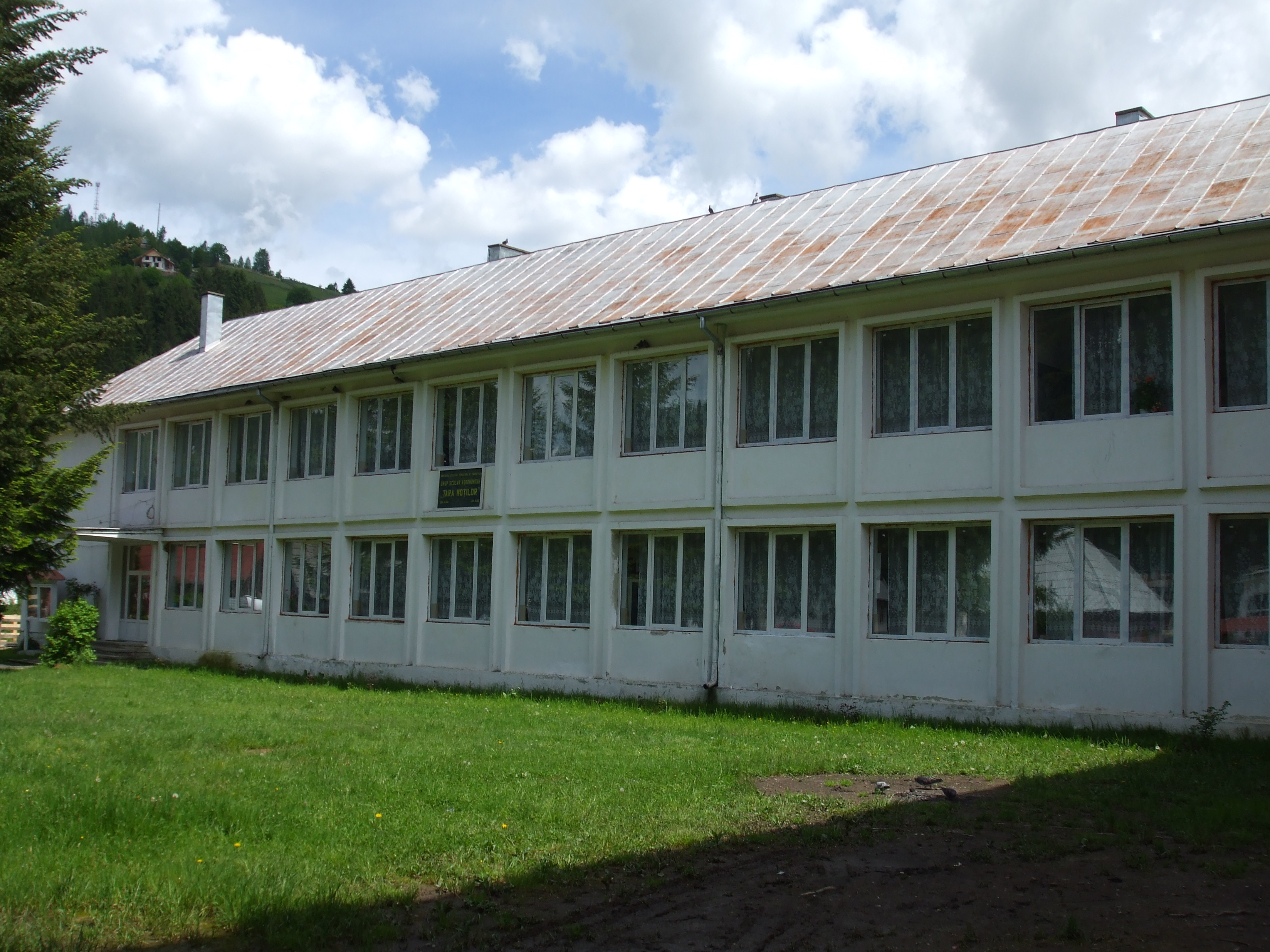
Școala generală din Albac
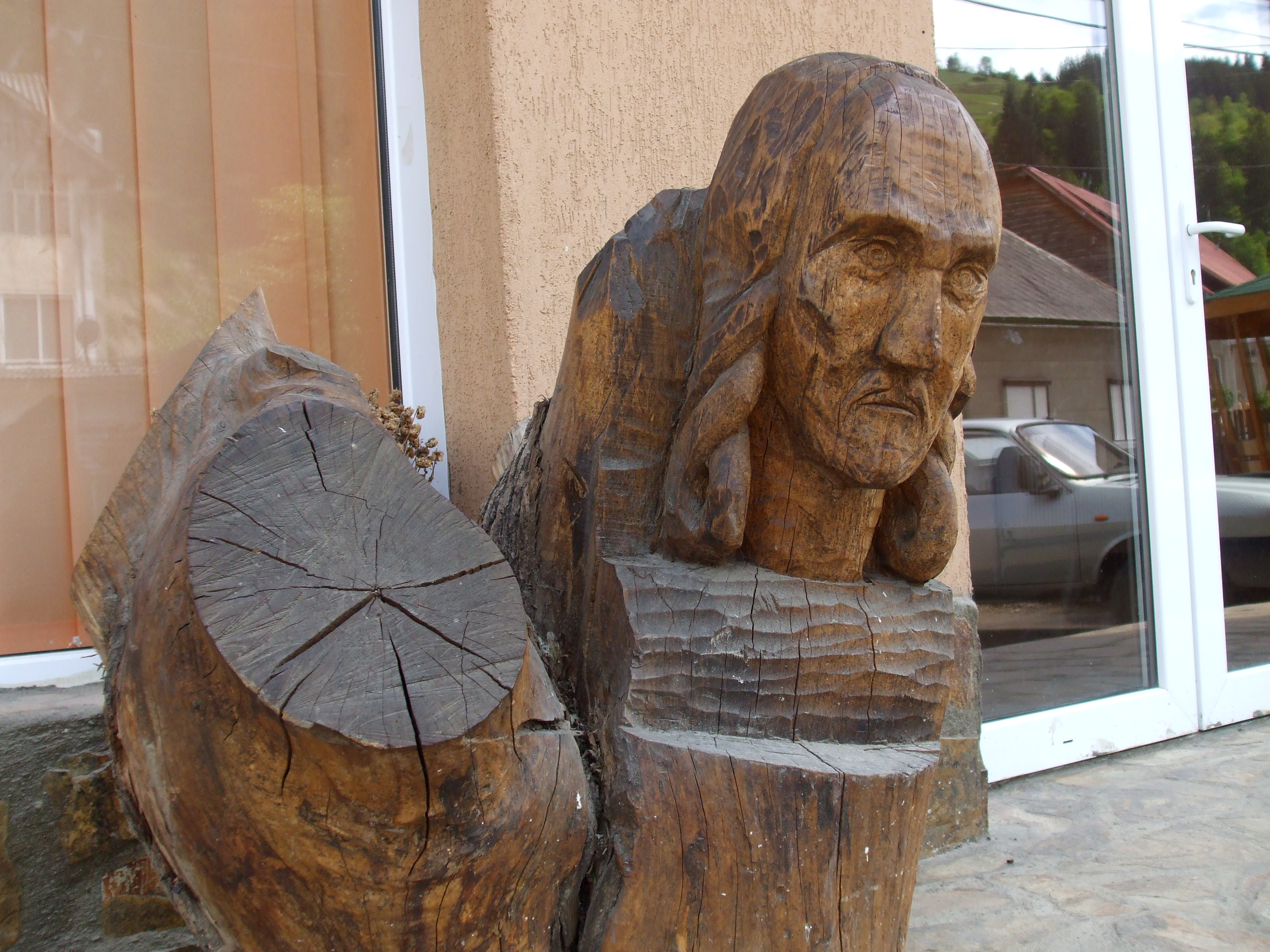
Primaria din Albac Bustul lui Horea (sculptură în lemn)
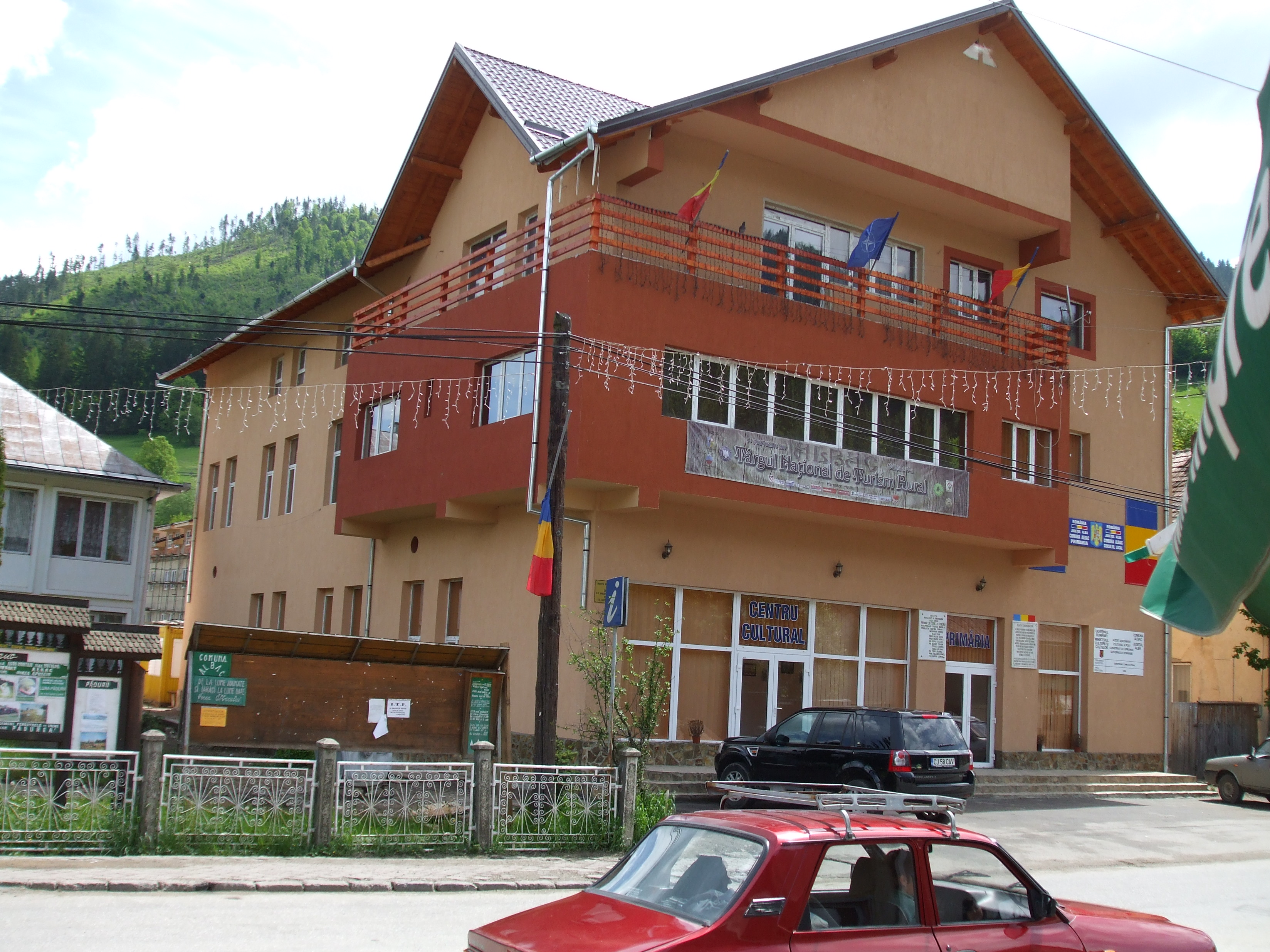
Primaria din Albac
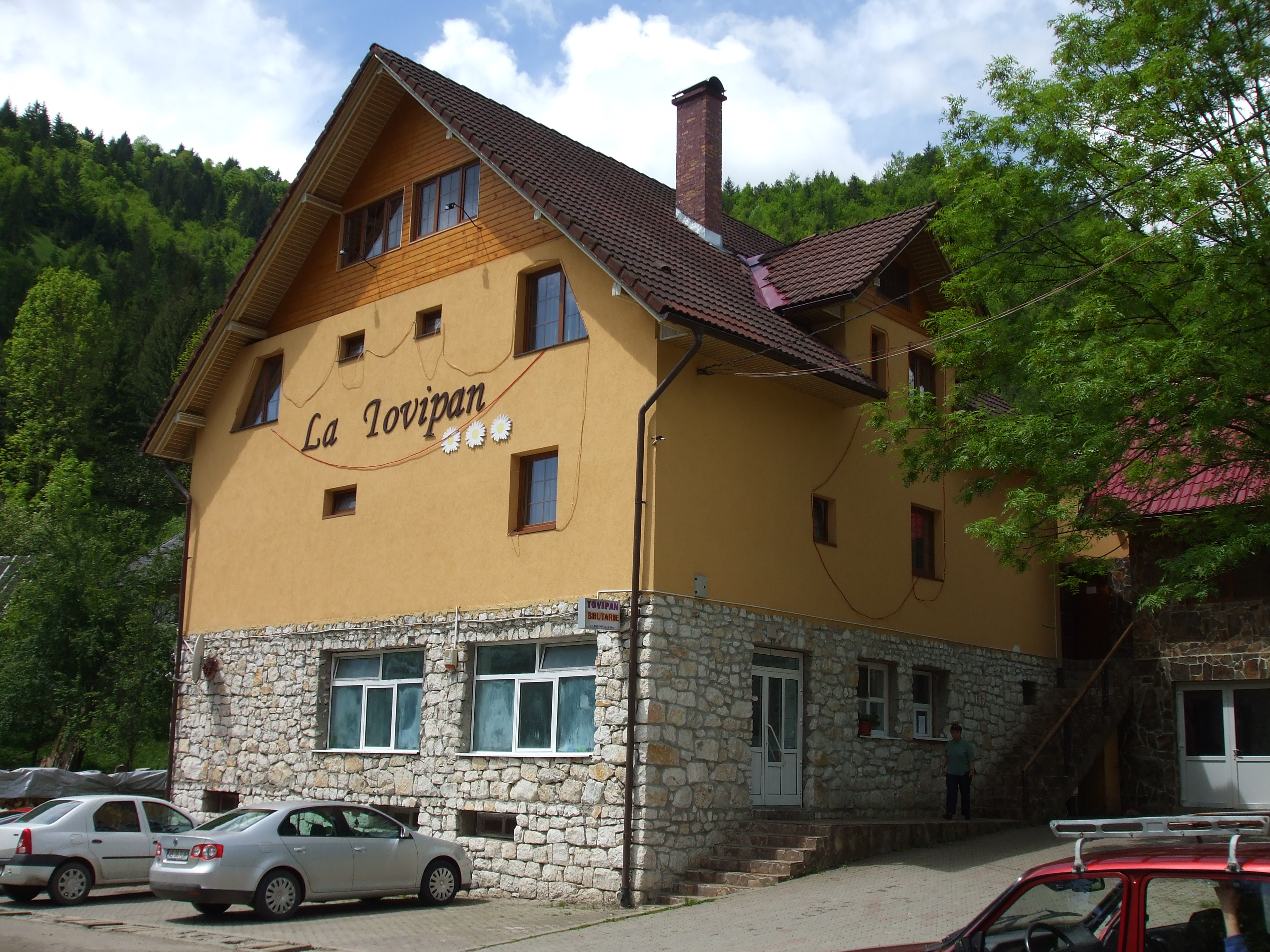
Brutăria şi Patiseria din Albac